# Powiat Wyszkowski
Der Powiat Wyszkowski ist ein Powiat (Kreis) in der Woiwodschaft Masowien in  Polen. Der Powiat hat eine Fläche von 876,5 km², auf der etwa 72.500 Einwohner leben. Die Bevölkerungsdichte beträgt 82 Einwohner auf 1 km² (2004).

## Gemeinden
Der Powiat umfasst sechs Gemeinden, davon eine Stadt-und-Land-Gemeinde und fünf Landgemeinden.

### Stadt-und-Land-Gemeinde
- Wyszków

### Landgemeinden
- Brańszczyk
- Długosiodło
- Rząśnik
- Somianka
- Zabrodzie